# Крейчик, Якуб
Якуб Крейчик (чеш. Jakub Krejčík; род. 25 июня 1991 года, Прага, Чехословакия) — чешский хоккеист, защитник.

## Карьера

### Клубная
Якуб Крейчик является воспитанником клуба «Славия Прага». С 2010 по 2012 год играл за «Славию». В октябре 2012 года подписал контракт с ХК «Лев». Дебютировал в КХЛ 6 октября 2012 года в матче против СКА. Первую шайбу в КХЛ забросил в ворота новокузнецкого «Металлурга» 30 ноября 2012 года. В сезоне 2012/2013 провёл 42 игры, набрав 5 (3+2) очков, с показателем полезности +5 и 34 минутами штрафного времени. Летом 2013 года вернулся в Чехию, в клуб «Спарта Прага». Через год перешел в шведский клуб «Эребру», за который отыграл 2 сезона.
15 июля 2016 года Крейчик вернулся в КХЛ, подписав контракт с хорватским клубом «Медвешчак». В конце сезона 2016/2017, когда «Медвешчак» уже потерял шансы на выход в плей-офф, снова перешёл в Чешскую экстралигу, в клуб «Комета Брно», с которым выиграл два чемпионских титула подряд. Перед началом сезона 2018/2019 перебрался в Финляндию, подписав контракт с командой «Лукко» из Раумы.
В начале июня 2019 года подписал однолетний контракт с клубом «Кярпят». 26 октября 2019 года добился уникального достижения для защитника, сделав первый в своей карьере хет-трик в матче чемпионата Финляндии . Спустя ровно месяц, 26 ноября, Крейчик снова сделал хет-трик, забросив все шайбы своей команды в игре с «Ювяскюля». С сезона 2020/21 играл за «Йокерит», но в июле 2021 контракт был расторгнут по обоюдному согласию .

### Сборная Чехии
С 2011 года выступает за сборную Чехии. Участник чемпионатов мира 2012, 2015, 2017 и 2018 годов. В 2012 году выиграл бронзовую медаль чемпионата мира. Всего на чемпионатах мира сыграл 27 матчей, в которых отдал 7 голевых передач.

## Достижения
- Чемпион Экстралиги 2017 и 2018
- Бронзовый призер чемпионата мира 2012 и Экстралиги 2014
- Чемпион мира 2024

## Статистика
Обновлено на конец сезона 2020/2021
- Экстралига — 237 игр, 107 очков (26+81)
- Шведская лига — 107 игр, 31 очко (5+26)
- КХЛ — 135 игр, 38 очков (9+29)
- Сборная Чехии — 101 игра, 22 очка (4+18)
- Финская лига — 106 игр, 56 очков (13+43)
- Первая чешская лига — 13 игр, 2 очка (1+1)
- European Trophy — 8 игр, 1 очко (0+1)
- Лига чемпионов — 10 игр, 7 очков (2+5)
- Всего за карьеру — 717 игр, 264 очка (60+204)